# ماجد كنبه
ّّماجد كنبه لاعب كرة قدم سعودي يلعب حالياً في نادي الشباب.

## حياته
من مواليد الدوادمي ولكن انتقل الى جدة في صغره وكانت بداياته مع نادي الاتحاد قاد المنتخب السعودي الأولمبي في عدة مباريات ، تعرض لإصابة في الرباط الصليبي أبعدته عن أجواء الملاعب . و في مطلع عام 2016 وقع مع النادي الأهلي كلاعب هاوي لمدة 6 أشهر و بعدها انتهائها لم يتم التجديد معه و وقع في عام 2017 مع نادي الباطن و انتقل إلى نادي الفتح في عام 2019 و انتقل إلى نادي الشباب مطلع عام 2023.

## وصلات خارجية
- ماجد كنبه على موقع Soccerway.com (الإنجليزية)